# جوزيف فوكس (رسام توضيحي)
جوزيف فوكس (بالفرنسية: Joseph Fuchs)‏ هو رسام توضيحي فرنسي، ولد في 1814، وتوفي في 1888.